# Бржезовский, Владимир Владимирович
Владимир Владимирович Бржезовский (1869—1919) — русский военачальник, генерал-майор.
Участник Русско-японской, Первой мировой и Гражданской войн. Участник Белого движения в Сибири.

## Биография
Родился 11 июля 1869 года.

### Начало военной службы
Окончил Сибирский кадетский корпус и 2-е Константиновское военное училище (1888).
Служил в 6-м Западно-Сибирском батальоне.
Участвовал в русско-японской войне. Командовал в 1904—1905 годах 4-м батальоном 23-го Восточно-Сибирского полка, а также батальоном 20-го Туркестанского стрелкового полка (в 1905—1910).

### Первая мировая война
Во время Великой войны командовал 21-м Туркестанским стрелковым полком (1915—1917 годы). В тяжелых боях на реке Нарев был ранен и получил контузию 7 июля 1915 года.
Был награждён орденом Святого Георгия IV степени (29 мая 1915).

### Гражданская война
Исполнял должность начальника Степной Сибирской стрелковой бригады войск Временного Сибирского правительства. С 10 августа 1918 года состоял членом Сибирского военного совещания. С 12 октября 1918 года служил начальником 1-й и 2-й Сибирской Степной кадровой дивизии 2-го Степного Сибирского армейского корпуса.
С 23 декабря 1918 года по 13 сентября 1919 года в Русской армии адмирала Колчака командовал 2-м Степным Сибирским отдельным корпусом.
Состоял в январе 1919 года членом думы Георгиевских кавалеров. Владимир Владимирович получил благодарность приказом войскам Омского военного округа от 10 февраля 1919 года.
Был убит в Семипалатинске взбунтовавшимися солдатами в сентябре 1919 года.

## Награды
- Был награждён орденами Св. Анны 3-й степени; Св. Станислава 2-й степени (1906); Св. Анны 2-й степени с мечами (1907); Св. Георгия 4-й степени (1915); Св. Владимира 3-й степени с мечами (1915); мечи и бант к ордену Св. Анны 3-й степени (1917).